# Gerolamo Dandolfi
Gerolamo Dandolfi (Amalfi, 21 settembre 1722 – Pozzuoli, 21 novembre 1789) è stato un vescovo cattolico italiano.

## Biografia
Nato ad Amalfi il 21 settembre 1722, fu ordinato sacerdote il 24 settembre 1746.
Il 4 giugno 1775 fu consacrato vescovo di Pozzuoli, dove tenne il VI sinodo diocesano e si adoperò nelle visite pastorali. 
Il 13 maggio 1781 si occupò del ritorno in città delle reliquie dei santi martirizzati a Pozzuoli nel 305, specialmente quelle del santo patrono Procolo, che da allora, secondo quanto da lui stabilito, sono custodite in un prezioso reliquiario d'argento

Morì il 21 novembre 1789.

## Genealogia episcopale
La genealogia episcopale è:
- Cardinale Scipione Rebiba
- Cardinale Giulio Antonio Santori
- Cardinale Girolamo Bernerio, O.P.
- Arcivescovo Galeazzo Sanvitale
- Cardinale Ludovico Ludovisi
- Cardinale Luigi Caetani
- Cardinale Ulderico Carpegna
- Cardinale Paluzzo Paluzzi Altieri degli Albertoni
- Cardinale Gaspare Carpegna
- Cardinale Fabrizio Paolucci
- Cardinale Francesco Barberini
- Cardinale Annibale Albani
- Cardinale Federico Marcello Lante Montefeltro della Rovere
- Cardinale Lazzaro Opizio Pallavicini
- Vescovo Gerolamo Dandolfi